# Carreira (Zas)
Carreira (llamada oficialmente Santiago de Carreira) es una parroquia y un lugar española del municipio de Zas, en la provincia de La Coruña, Galicia.

## Entidades de población
Entidades de población que forman parte de la parroquia:
- Carreira
- Piedramayor[5] (Pedramaior)

## Demografía

### Parroquia
| Gráfica de evolución demográfica de Carreira (parroquia) entre 2000 y 2019 |
|                                                                            |
| Datos según el nomenclátor publicado por el INE.                           |

### Lugar
| Gráfica de evolución demográfica de Carreira (lugar) entre 2000 y 2019 |
|                                                                        |
| Datos según el nomenclátor publicado por el INE.                       |